# فهرست وابسته‌های دیپلماتیک استونی

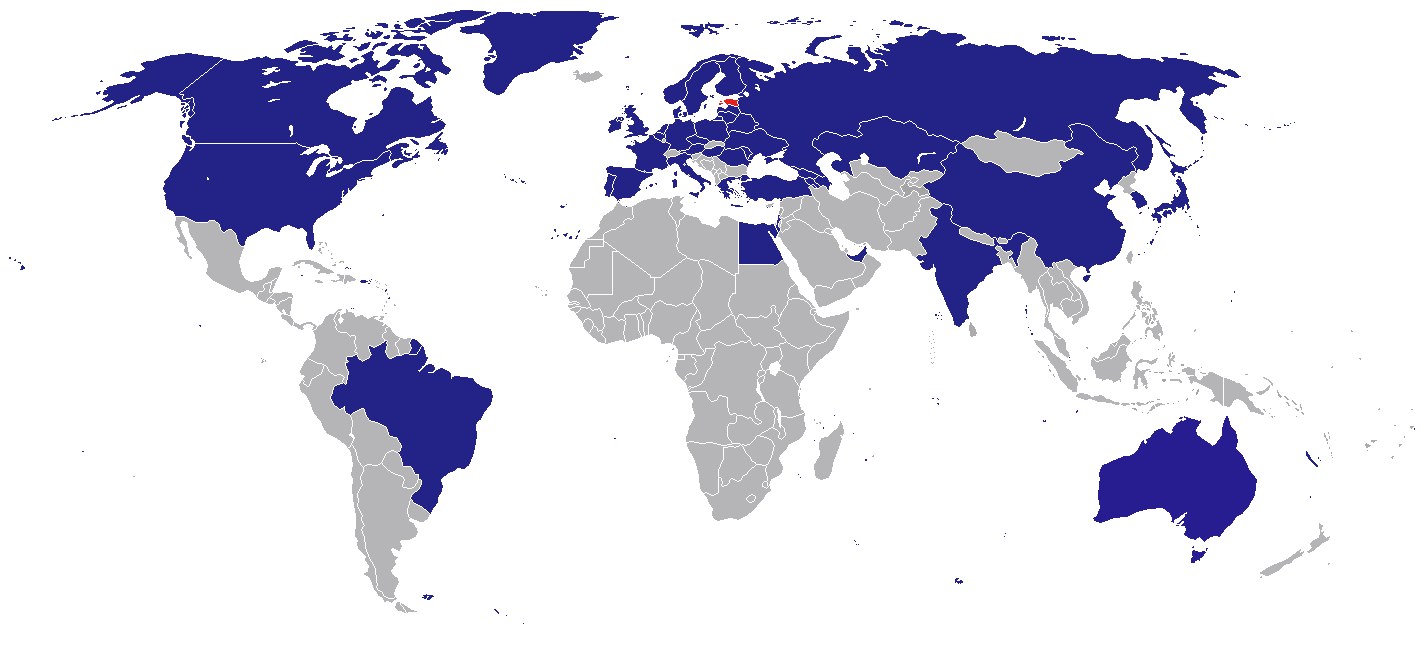
کشورهای دارای سفارت استونی

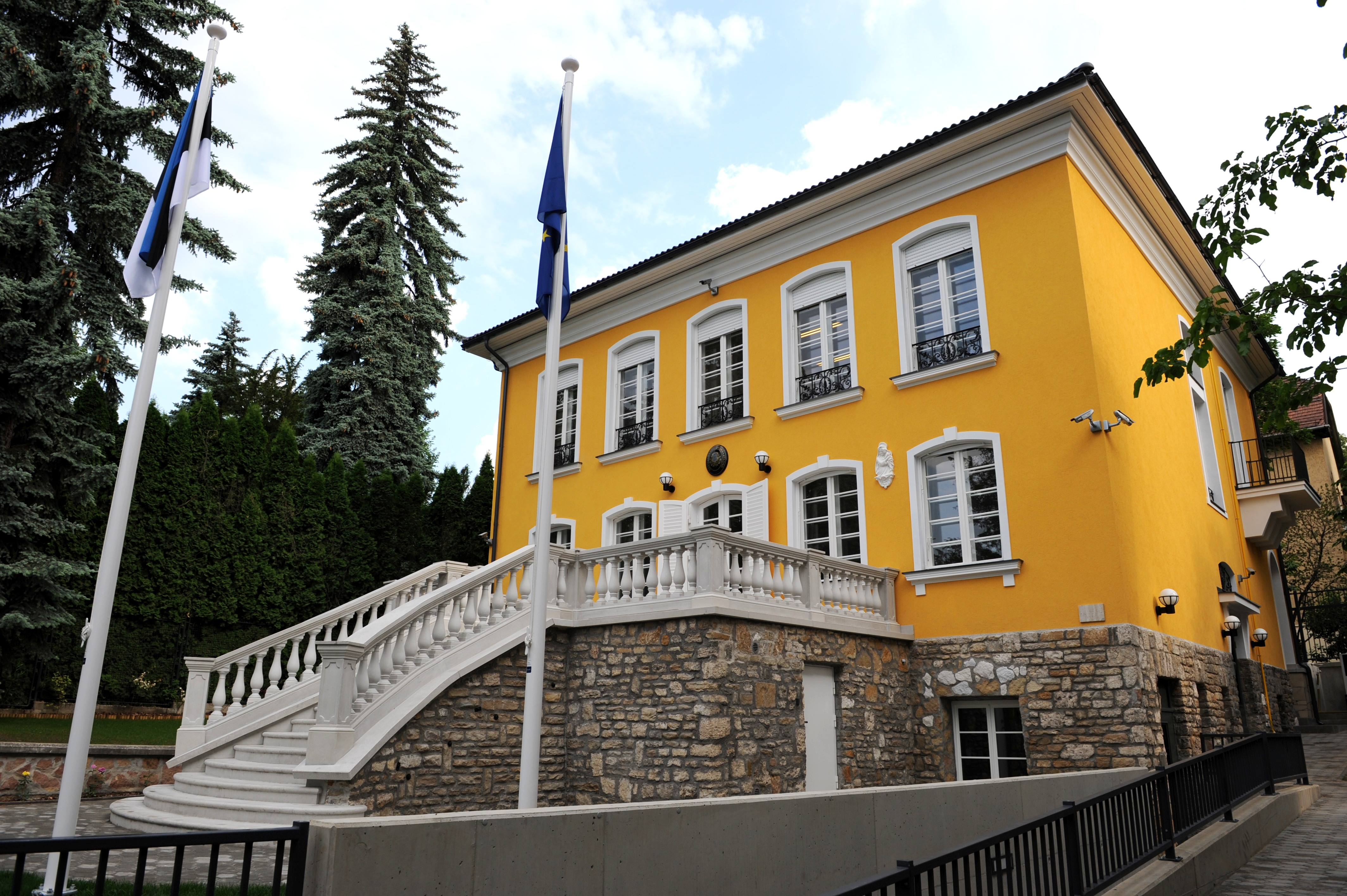
سفارت استونی در بوداپست

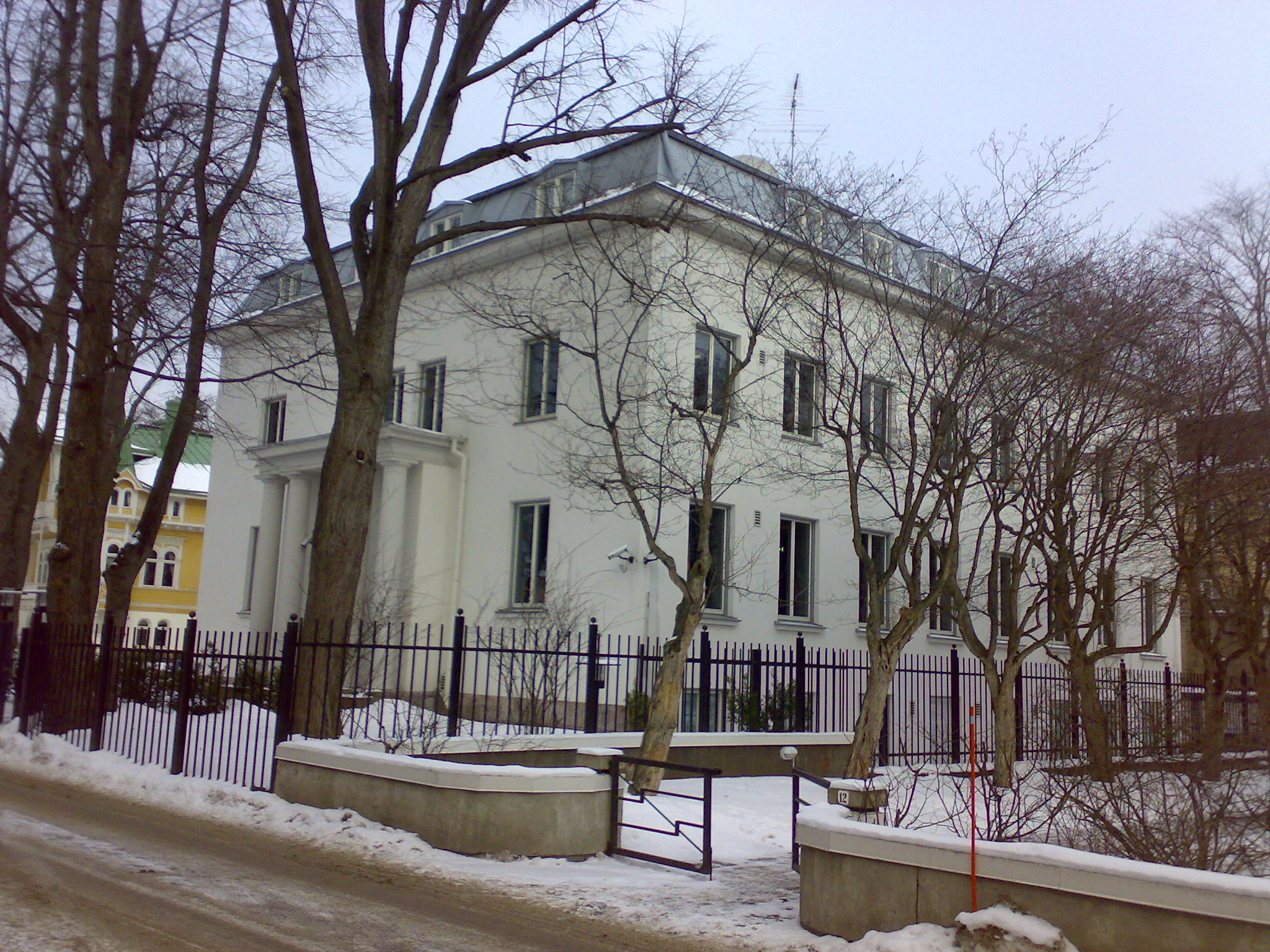
سفارت استونی در هلسینکی

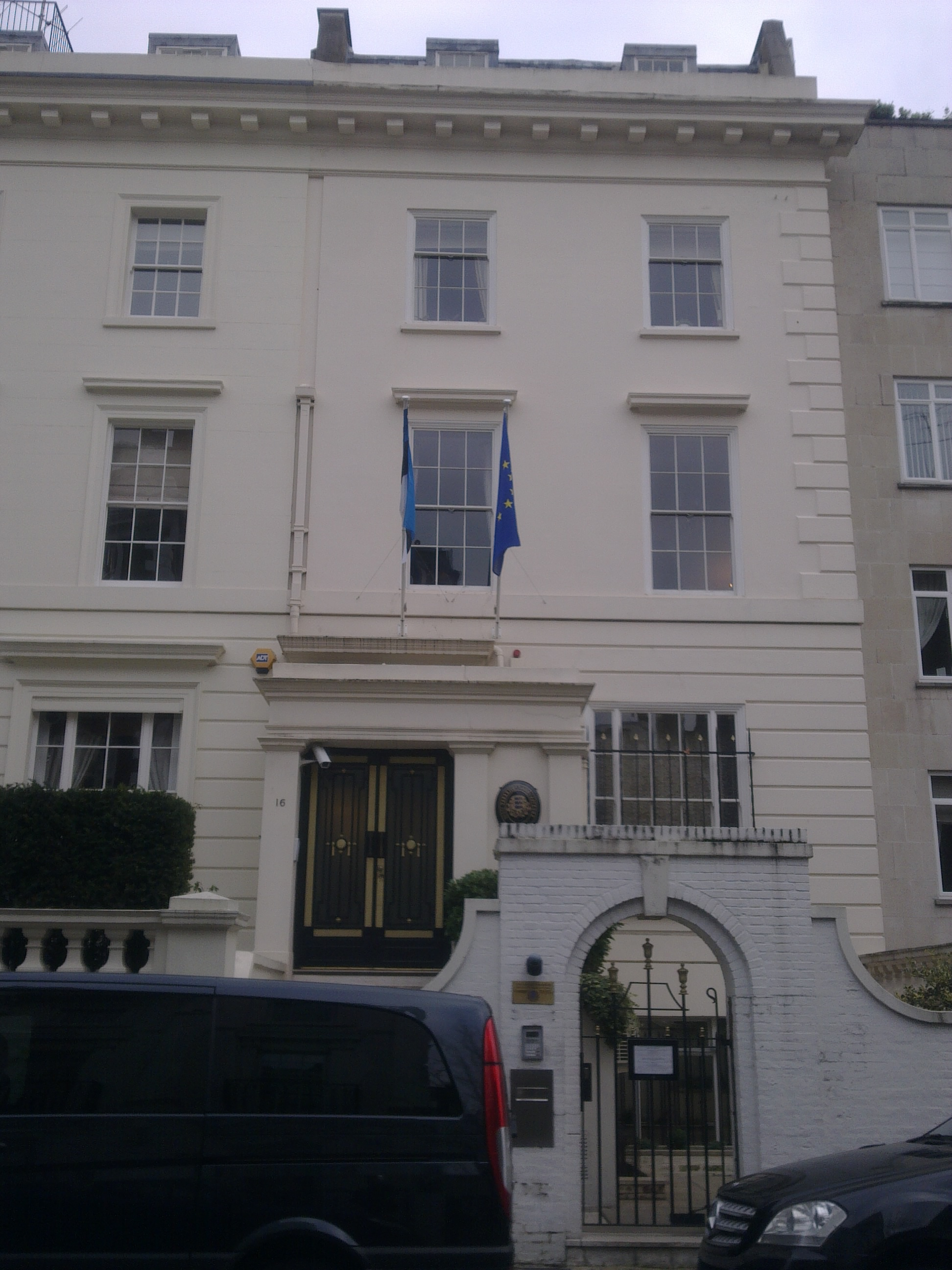
سفارت استونی در لندن

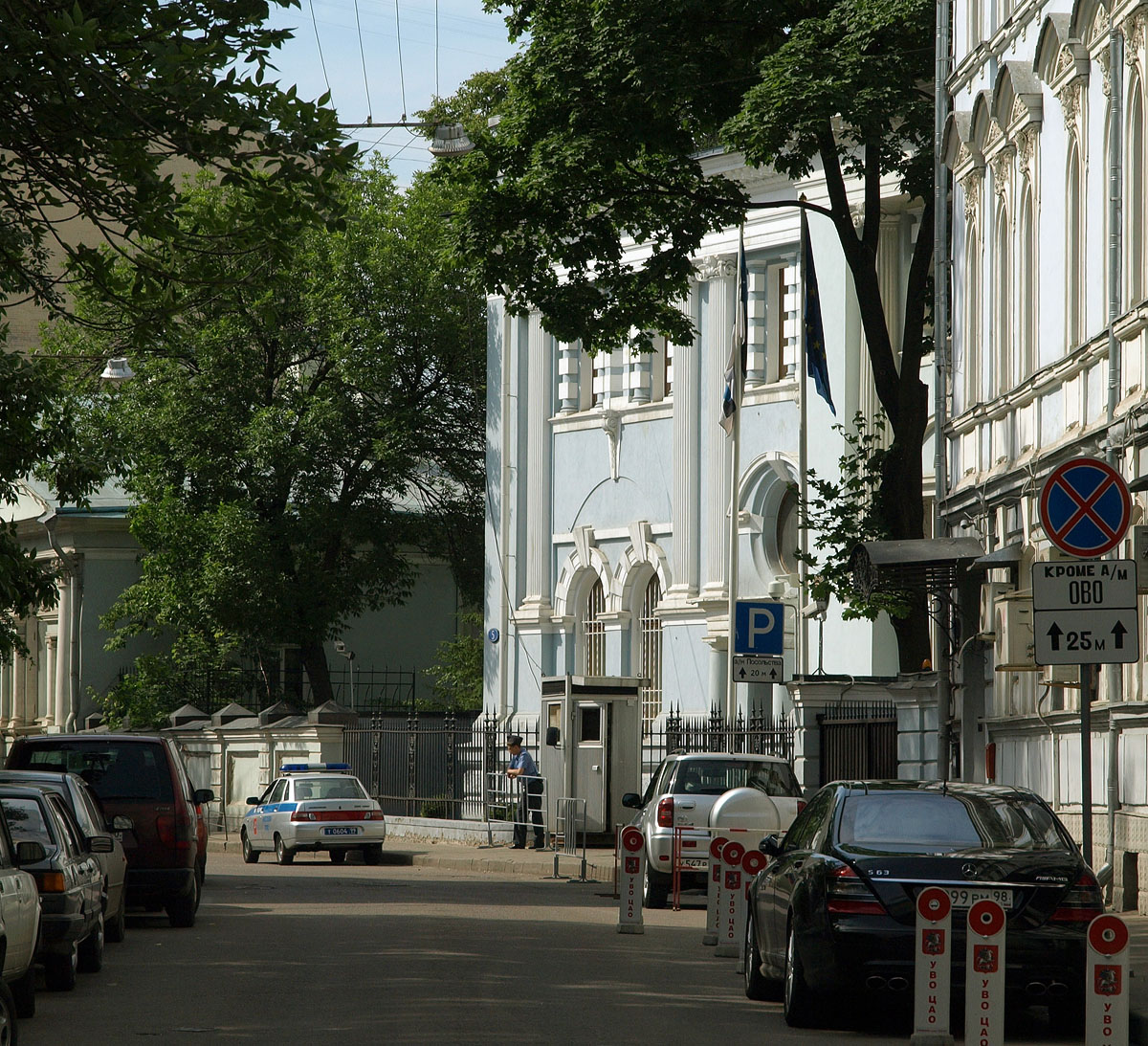
سفارت استونی در مسکو

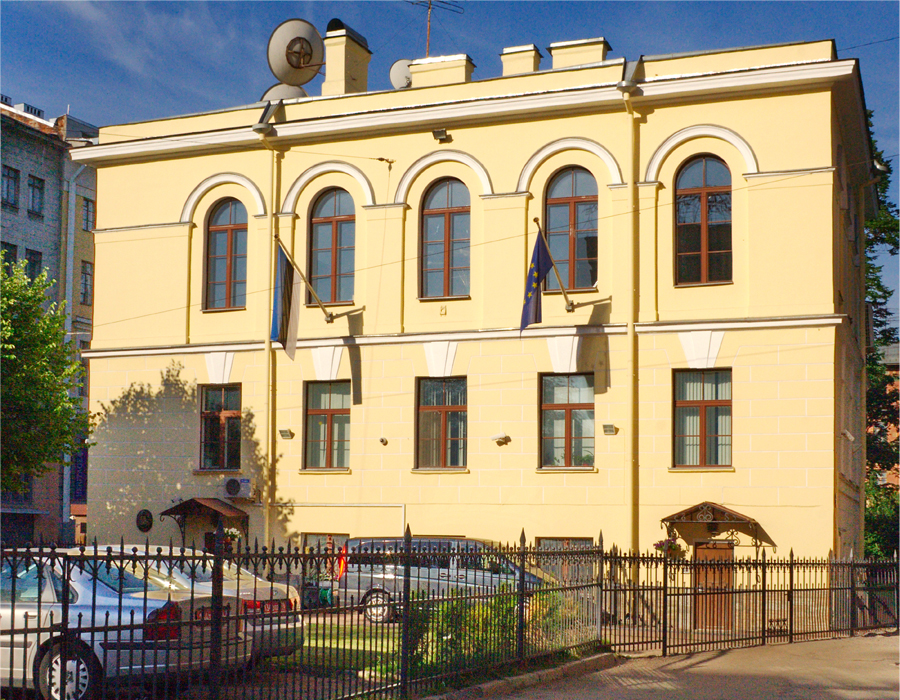
سفارت استونی در سنت پترزبورگ

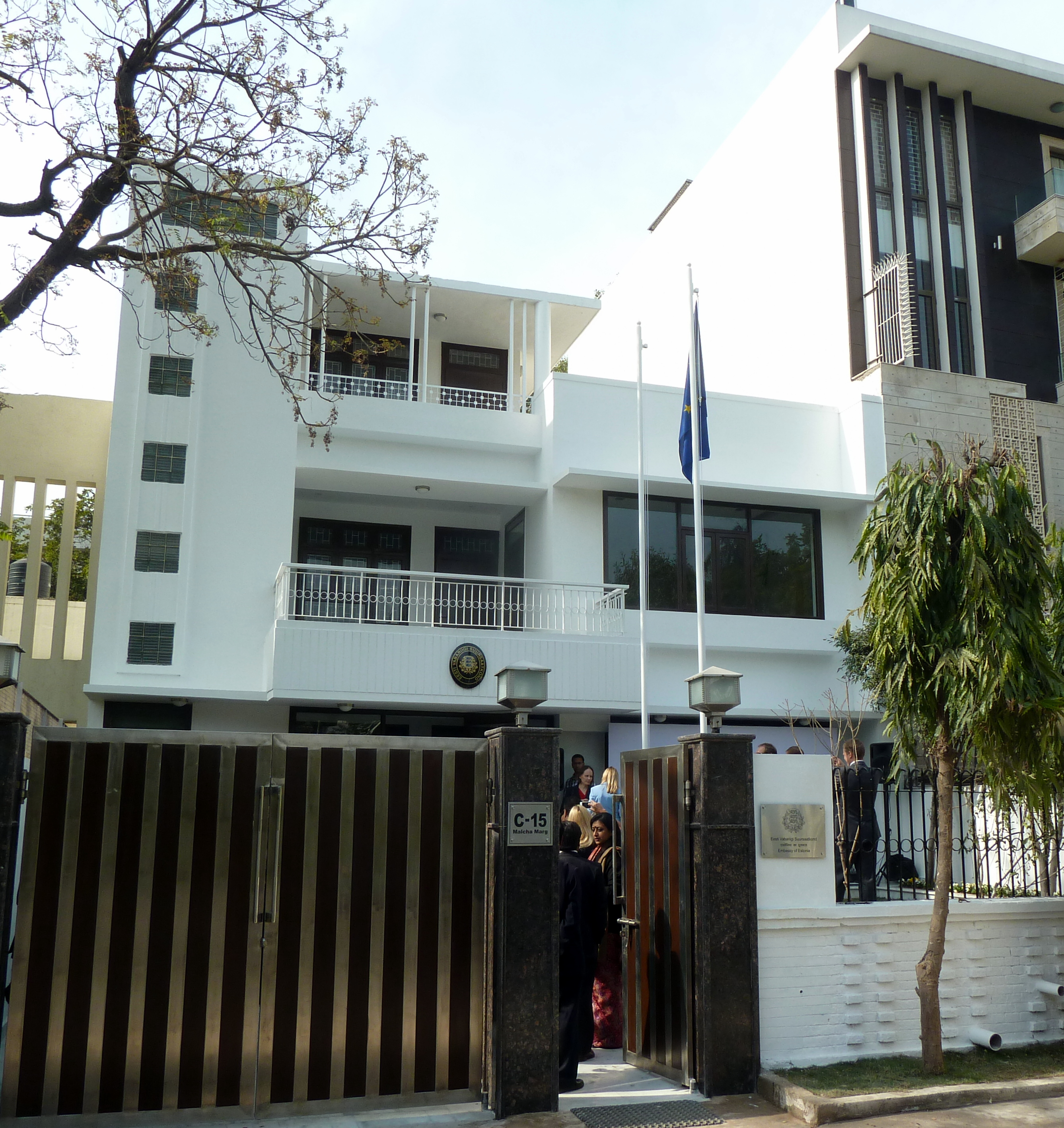
سفارت استونی در دهلی‌نو

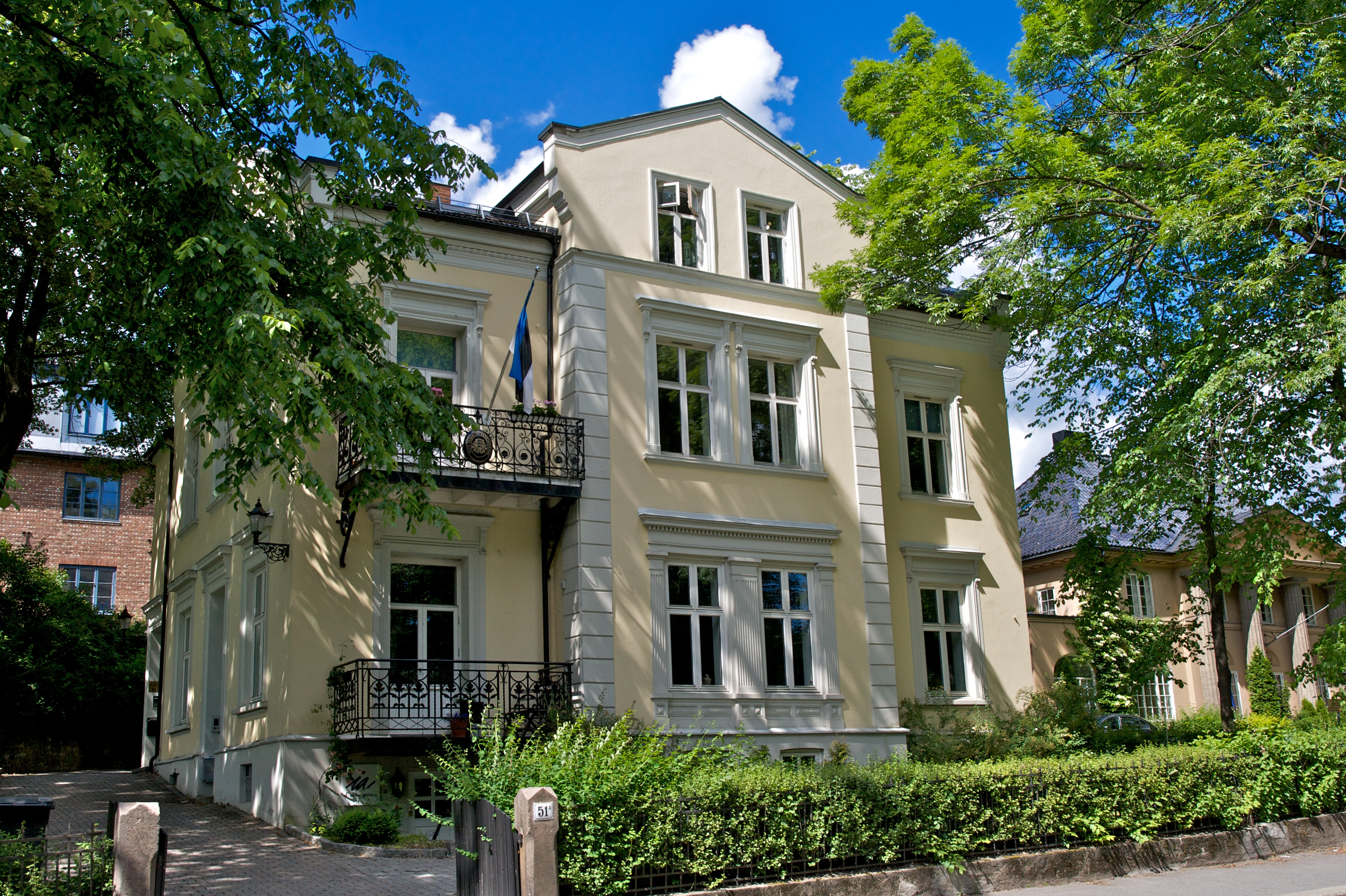
سفارت استونی در اسلو

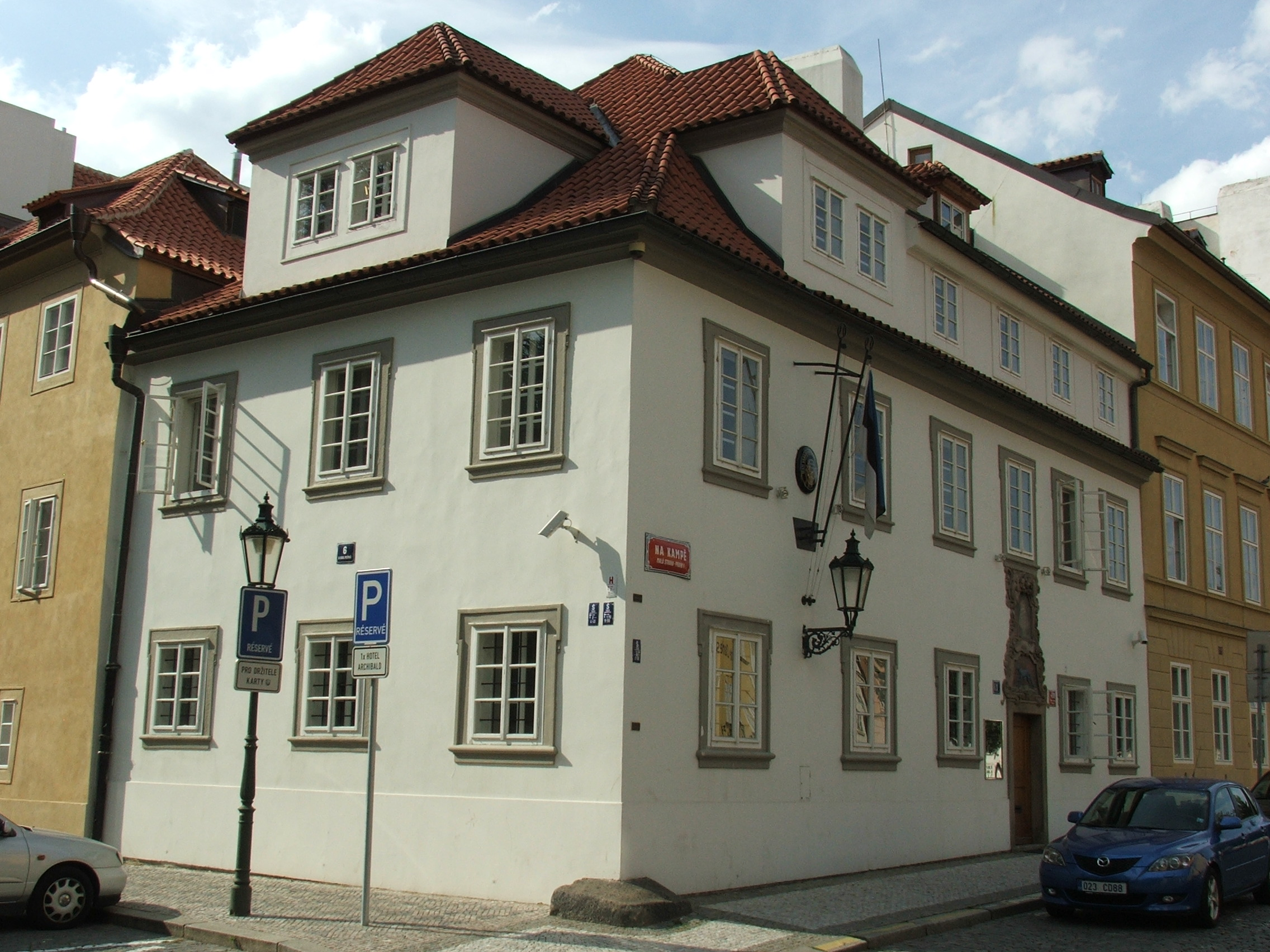
سفارت استونی در پراگ

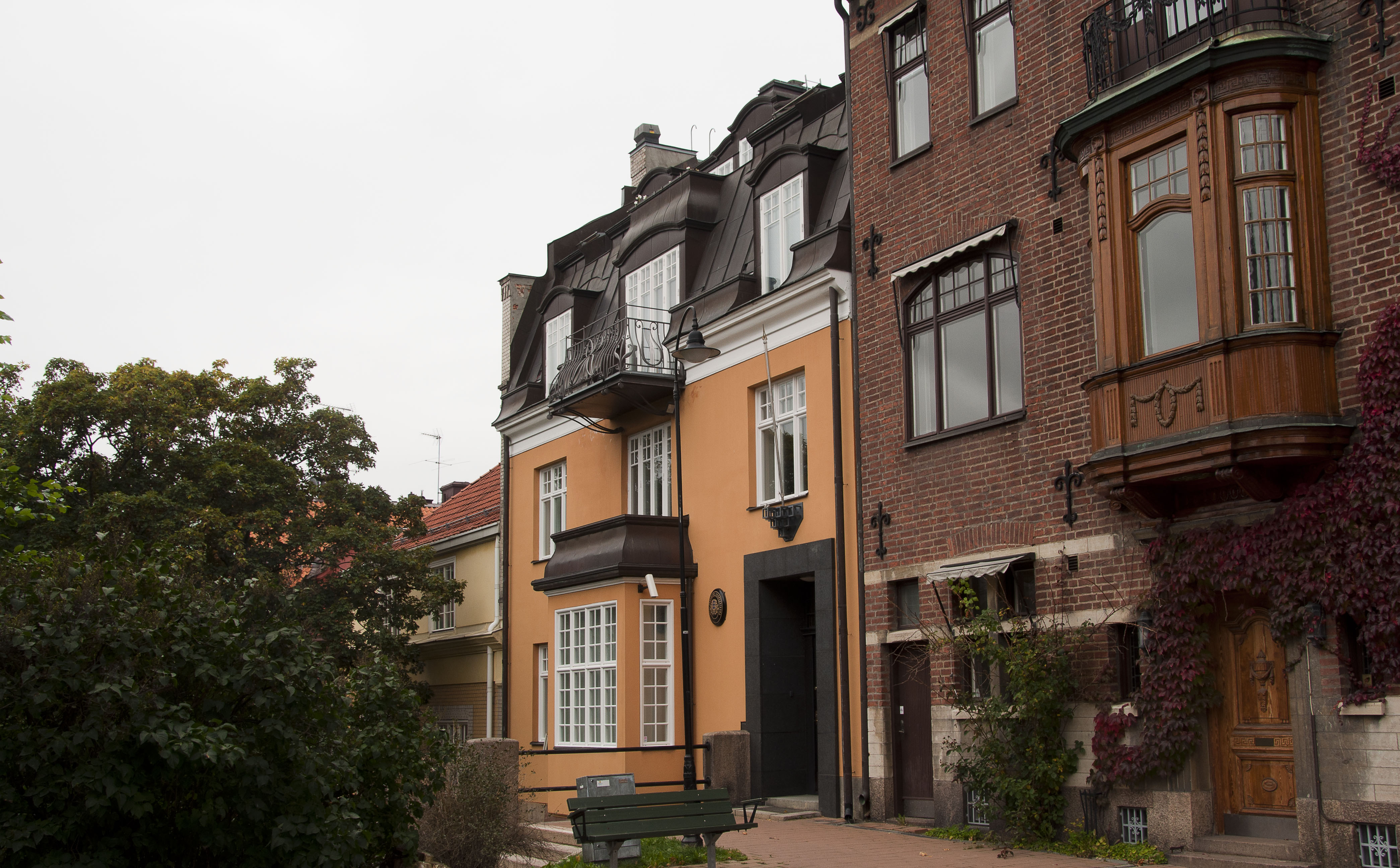
سفارت استونی در استکهلم

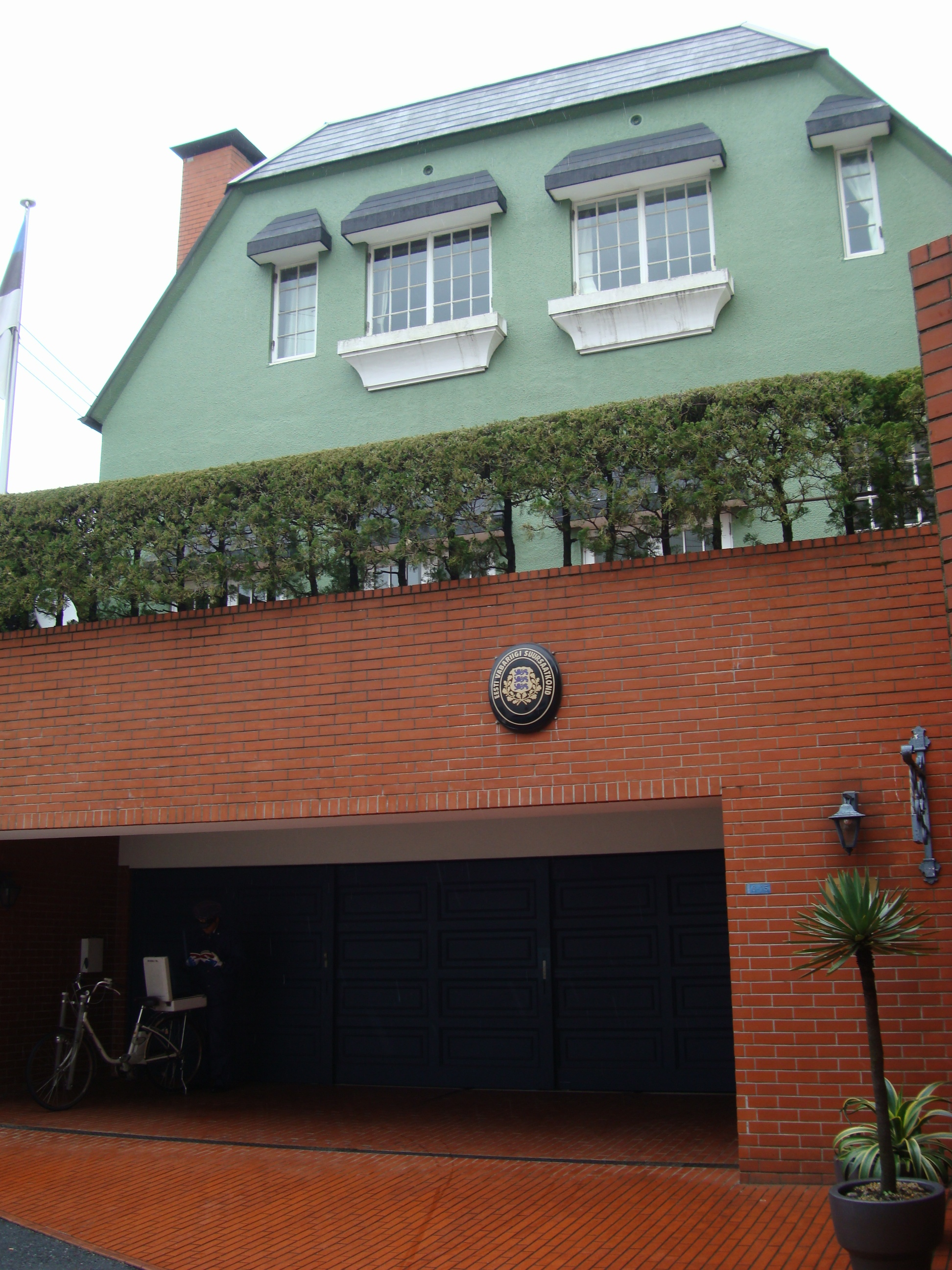
سفارت استونی در توکیو

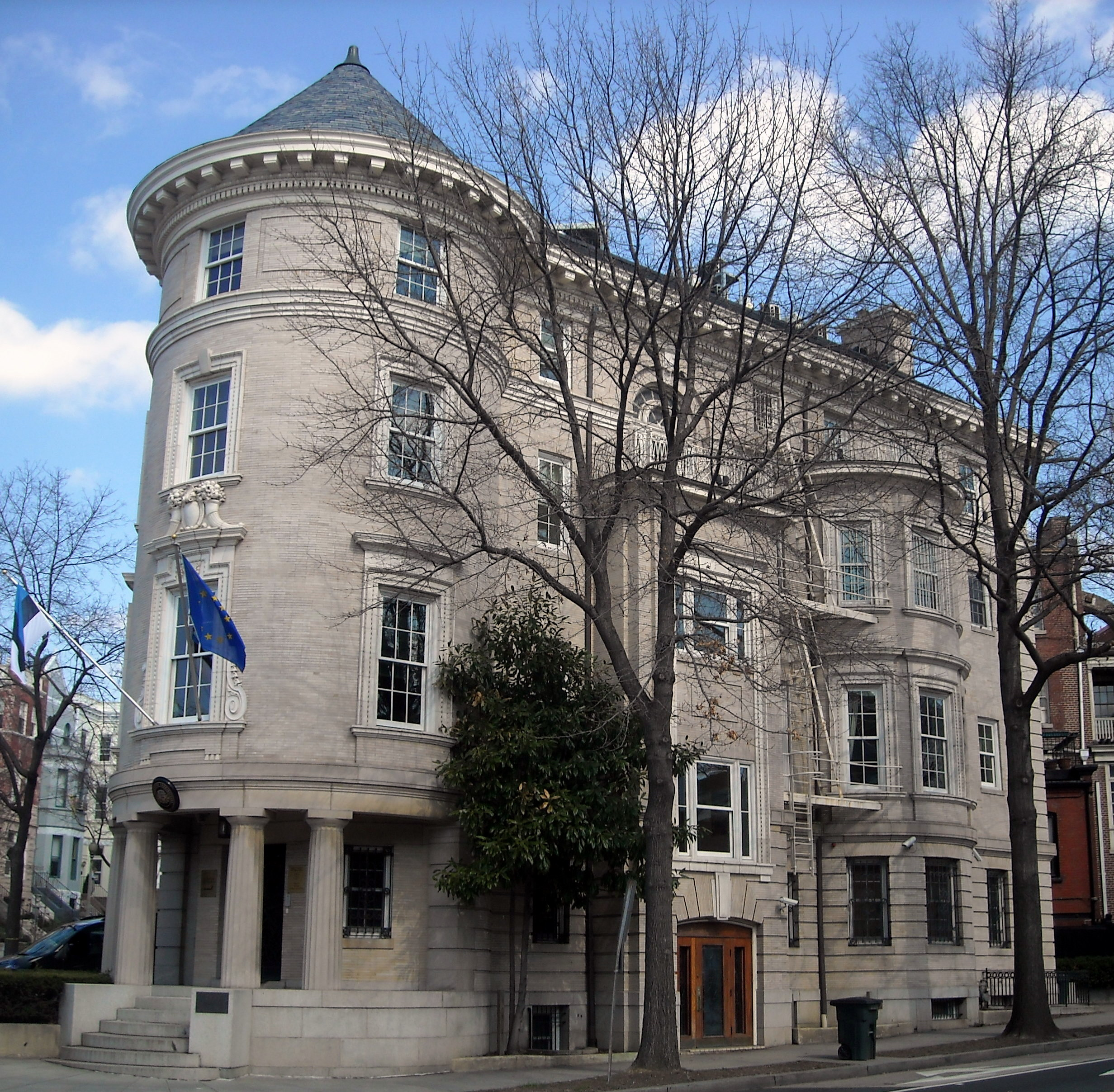
سفارت استونی در واشنگتن

کشور استونی در تاریخ ۱۲ آوریل ۱۹۹۰ از اتحاد جماهیر شوروی استقلال پیدا کرد و در ژانویه ۱۹۹۲ پس از به رسمیت شناخته شدن بین‌المللی سفارت‌خانه‌های خود را شهرهای نیویورک، هلسینکی، استکهلم، کوپنهاگ، پدرنامی، پاریس و مسکو را تأسیس کرد.

## آفریقا
- مصر
  - قاهره (سفارت)

## آمریکا
- برزیل
  - برازیلیا (سفارت)
- کانادا
  - اتاوا (سفارت)
- ایالات متحده آمریکا
  - واشینگتن، دی.سی. (سفارت)
  - نیویورک (کنسول‌گری)

## آسیا
- افغانستان
  - کابل (دفتر دیپلماتیک)
- جمهوری آذربایجان
  - باکو (سفارت)
- چین
  - پکن (سفارت)
  - شانگهای (کنسول‌گری)
- گرجستان
  - تفلیس (سفارت)
- هند
  - دهلی نو (سفارت)
- اسرائیل
  - تل‌آویو (سفارت)
- ژاپن
  - توکیو (سفارت)
- قزاقستان
  - آستانه (قزاقستان) (سفارت)
- ترکیه
  - آنکارا (سفارت)
- امارات متحده عربی
  - ابوظبی (سفارت)

## اروپا
- اتریش
  - وین (سفارت)
- بلاروس
  - مینسک (سفارت)
- بلژیک
  - بروکسل (سفارت)
- جمهوری چک
  - پراگ (سفارت)
- دانمارک
  - کپنهاگ (سفارت)
- فنلاند
  - هلسینکی (سفارت)
- فرانسه
  - پاریس (سفارت)
- آلمان
  - برلین (سفارت)
- یونان
  - آتن (سفارت)
- مجارستان
  - بوداپست (سفارت)
- جمهوری ایرلند
  - دوبلین (سفارت)
- ایتالیا
  - رم (سفارت)
- لتونی
  - ریگا (سفارت)
- لیتوانی
  - ویلنیوس (سفارت)
- هلند
  - لاهه (سفارت)
- نروژ
  - اسلو (سفارت)
- لهستان
  - ورشو (سفارت)
- پرتغال
  - لیسبون (سفارت)
- رومانی
  - بخارست (سفارت)
- روسیه
  - مسکو (سفارت)
  - پسکوف (کنسول‌گری)
  - سن پترزبورگ (کنسول‌گری)
- اسپانیا
  - مادرید (سفارت)
- سوئد
  - استکهلم (سفارت)
- اوکراین
  - کی‌یف (سفارت)
- بریتانیا
  - لندن (سفارت)

## اقیانوسیه
- استرالیا
  - کانبرا (سفارت)

## سازمان‌ها
- بروکسل
  - ناتو
  - اتحادیه اروپا
- ژنو
  - سازمان ملل متحد
- ایالت نیویورک
  - سازمان ملل متحد
- پاریس
  - یونسکو
  - سازمان همکاری اقتصادی و توسعه
- رم
  - فائو
- استراسبورگ
  - شورای اروپا
- لاهه
  - سازمان بازدارندگی از به‌کارگیری جنگ‌افزارهای شیمیایی
- وین
  - آژانس بین‌المللی انرژی اتمی
  - سازمان امنیت و همکاری اروپا